# Colossendeis acuta
Colossendeis acuta is een zeespin uit de familie Colossendeidae. De soort behoort tot het geslacht Colossendeis. Colossendeis acuta werd in 1993 voor het eerst wetenschappelijk beschreven door Stiboy-Risch. 